# El Mochuelo
El Mochuelo, de son vrai nom Antonio Pozo Millán ou Antonio Pozo Rodríguez selon les sources (né en 1868 à Séville et décédé en 1937 à Valence), est un chanteur espagnol de flamenco.

## Biographie
Il commence à chanter en public à l'âge de 12 ans, et fait ses débuts au Café cantante (es) de Silverio (il est alors coutelier). Après ses débuts dans sa ville natale en 1890, il s'installe à Madrid, où il se consacre à chanter dans des cafés tels que La Marina, Barquillo et Romero.
Il ne se contente pas de faire des tournées en Espagne, mais aussi en Amérique latine, dans des pays comme l'Argentine, l'Uruguay ou le Mexique, où il est engagé pour trente pesetas par jour. Il fait même appelé à Paris par la maison Pathé pour graver des matrices de cylindres pour phonographes. Cependant, il dépensait tout ce qu'il gagne : « Je ne me privais de rien. J'ai toujours bien vécu », dit-il, y compris pour subvenir aux besoins de toute sa famille. Dans les années 1930, son déclin commence et, bien qu'il ne cesse de se produire, ses prestations sont plus limitées dans le temps, le contraignant à travailler comme serveur dans les cafés où il avait autrefois triomphé en tant que chanteur, et même comme gérant d'un bar à serveuses jusqu'à ce qu'il soit renvoyé.
Pendant la guerre civile, il s'enfuit à Torrente où il décède le 24 octobre 1937, comme l'atteste son acte de décès.